# بوخ-زانکت ماگدالنا
بوخ-زانکت ماگدالنا (به آلمانی: Buch-Sankt Magdalena) یک منطقهٔ مسکونی در اتریش است که در هارتبرگ فورستنفلد واقع شده‌است. بوخ-زانکت ماگدالنا ۲۶٫۴۰ کیلومتر مربع مساحت دارد.